# Dirt 4
Dirt 4 (nazwa stylizowana: DiRT 4) – rajdowa gra wyścigowa stworzona przez Codemasters. Jest to dwunasta gra z serii Colin McRae Rally i szósty tytuł, który nosi nazwę Dirt. Gra została wydana w czerwcu 2017 na platformy Windows, PlayStation 4 i Xbox One, a w marcu 2019 na macOS i Linux. Sequel, Dirt 5, został wydany w październiku 2020 roku.

## Rozgrywka
Gracze rywalizują w czasie wydarzeń etapowych na drogach asfaltowych i off-road w różnych warunkach pogodowych. Etapy rajdów obejmują pięć lokalizacji: Fitzroy w Australii, Tarragona w Hiszpanii, Michigan w Stanach Zjednoczonych, Värmland w Szwecji i Powys w Walii.
Dostępne samochody należą do z wielu różnych klas konkurencji i okresów takich jak samochody grupy B z lat 80., grupy A i grupy N z lat 90., a samochody grupy R z drugiej dekady XXI wieku. Gra nie zawiera samochodów WRC, ani żadnych elementów związanych z rajdowymi mistrzostwami świata.